# Астапковичи (Смоленская область)
Астапковичи — деревня в Смоленской области России, в Рославльском районе. Расположена в южной части области в 10 км к юго-западу от Рославля, на автодороге А101 Москва — Варшава («Старая Польская» или «Варшавка»). Население — 607 жителей (2007 год). Административный центр Астапковичского сельского поселения.

## Экономика
Средняя школа, библиотека, филиал Сбербанка РФ, дом культуры, фельдшерско-акушерский пункт, почта, стадион.

## Достопримечательности
- Городище на левом берегу р. Белая Рыдога.